# 12760 Maxwell
12760 Maxwell este o planetă minoră (asteroid) din centura de asteroizi. A fost descoperită pe 9 octombrie 1993 la Observatorul European Austral de Eric Walter Elst și a fost numită după James Clerk Maxwell. 
Obiectul prezintă o orbită caracterizată de o semiaxă mare de 3,0559558 UAi, o excentricitate de 0,1, o înclinație de 9,88323 ° în raport cu ecliptica.